# Wilbert Rozas
Wilbert Gabriel Rozas Beltrán (Cusco, 28 de febrero de 1953) es un ingeniero agrónomo y político peruano. Ha sido elegido tres veces alcalde del distrito de Limatambo y alcalde provincial de Anta. Entre el 2016 y el 2019 fue congresista de la República por el departamento del Cuzco.

## Biografía
Hizo sus estudios primarios en el CE. Túpac Amaru 760 y los secundarios en el Colegio Nacional de Ciencias y Artes del Cuzco. Tiene estudios concluidos en Agronomía en la Universidad Nacional de San Antonio Abad del Cusco.
En 1993, se inicia políticamente como miembro del Movimiento Unidad Campesina Popular, alcanzando la Alcaldía Distrital de Limatambo, siendo reelecto para los periodos (1996-1998 y 1999-2002) por el Movimiento Ayllu, ganando luego la Alcaldía Provincial de Anta para el período 2003-2006 por el mismo movimiento. Militante del Partido Unificado Mariateguista, fue Secretario General Provincial entre enero de 1997 y diciembre del 2000. Luego milita en el Partido Socialista, siendo su Subsecretario Nacional (2008-2009) con el cual nuevamente gana nuevamente la Alcaldía de Anta para el período 2007 - 2010.
En las elecciones regionales del 2010 postuló sin éxito a la Presidencia Regional del Cusco por el Movimiento Independiente Tierra y Libertad. En las elecciones generales del 2016 obtuvo un escaño en el parlamento nacional postulando por el Frente Amplio. Tras la disolución del Congreso decretado por el presidente Martín Vizcarra su cargo congresal llegó a su fin el 30 de septiembre de 2019.